# Libanski rat 2006.
Libanski rat 2006. (Drugi libanski rat) je serija vojnih intervencija u Libanu i severnom Izraelu koja je eskalirala nakon što je Hezbolah 12. jula 2006. upao u severni deo Izraela i oteo dva vojnika. Ovaj konflikt je predstavljao do danas najveći oružani sukob na Bliskom istoku pre Arapskog proleća u 21. veku, u kome nisu učestvovale SAD.

## Povod
12. jula 2006. Hezbolah je upao u severni deo Izraela, ubio 8 vojnika i oteo dva kako bi ih iskoristio za zamenu za zarobljene palestinske zatvorenike. Izrael je već par sati kasnije umarširao u Liban, a ministar Ehud Olmert je izjavio da takvu akciju smatra "objavom rata s Libanom" koja će imati "ozbiljne posljedice". Neki stručnjaci smatraju da je Hezbolah izveo otmicu na severu Izraela kako bi skinuo pritisak s Gaze, koja je žestoko bombardovana na jugu Izraela gotovo dve nedelje ranije.

## Taktika Izraela
Vođa Hezbolaha Hasan Nasralah je izjavio da "Izraelci sanjaju ako misle da će uspjeti osloboditi svoja dva vojnika bez pregovora i razmjene zarobljenika". Na to su Izraelski vojni oficiri zapretili Libanu da će "vratiti sat 20 godina unatrag" i da je "celi Liban meta". Izrael je 13. jula vojnim brodovima izveo blokadu luka Libana, izolovavši ga s mora. Uz to je bombardovao bejrutski međunarodni aerodrom (jedini u zemlji), izolovavši državu i iz vazduha. Potom su nastavljena bombardovanja koja su napala i uništila auto-put prema Damasku, mostove, energetsku stanicu, TV stanicu, južno predgrađe Libana (uporište Hezbolaha) te kuću Hasana Nasralaha. Nasralah je potom upozorio Izrael da je "potcenio Hezbolah", objavivši "otvoren rat koji će se preseliti na cijeli Izrael, sve do Haife pa i dalje". U sledećih pet dana Hezbollah je izbacio oko 700 raketa na severni Izrael, nateravši stanovnike da se sakriju u bunkerima, a pogođen je i grad Haifa, u kojem je poginulo 8 civila. 15. i 16. jula izraelski avioni su na jugu Libana izbacili letke kojima upozoravaju civile da napuste područja koja će se naći u okviru vojne intervencije. Hiljade ljudi, među njima i velik dio stranaca, napustilo je Liban i otišlo u Siriju. Libanski predsjednik Emile Lahud 16. jula je izjavio da je Izrael upotrijebio zabranjeno hemijsko oružje, bombe sa belim Fosforom, u bombardovanju nekih meta. 

## Osude
Međunarodna zajednica osudila je novu eskalaciju nasilja na Bliskom istoku. Francuski predsednik Žak Širak nazvao je izraelske akcije "preteranima", dodavši kako ne zna "što je smisao uništavanja civilne infrastrukture". Američki predsednik Džordž Buš svalio je krivicu za krizu na Hezbolah, dodavši kako se "Hezbolah mora razoružati ako se očekuje mir", da "Izrael ima pravo braniti se" i da "se mora naterati Sirija da utiče na Hezbolah kako više ne bi pravio sranja", a usput je uputio i oštre reči Siriji i Iranu, koje je optužio za finansiranje Hezbolaha i širenja mržnje. Ruski predsednik Vladimir Putin takođe je izjavio da je Hezbolah kriv za sukob i pozvao na oslobađanje izraelskih vojnika, ali je i dodao kako je Izrael upotrebio "preteranu silu" i pozvao na prekid vojnih akcija. Na skupu G8 16. jula objavljena je zajednička izjava koja osuđuje provokacije Hezbolaha, ali i poziva Izrael da smesta prekine svoje operacije u Libanu. Kofi Anan pozvao je na osnivanje međunarodne stabilizacione grupe UN-a koja bi trebalo da smiri situaciju.

## Žrtve
Do 16. jula u Izraelu je poginulo 12 vojnika i 12 civila, dok je ranjeno oko 500 civila (56 teško). U Libanu je poginulo najmanje 9 pripadnika Hezbolaha, 11 vojnika te 152 civila. Još 323 civila je ranjeno.
Od stranih državljana poginulo je četvoro Brazilaca, četvoro Nemaca i sedam Kanađana u Libanu, te jedna žena iz Argentine u Izraelu.

## Spoljašnje veze
- Ha'aretz (engleska verzija izraelskih novina)
- Jerusalem Post
- Yahoo News
- Lebanon Daily Star Архивирано на веб-сајту  (20. септембар 2020)
- Noam Chomsky: U.S.-Backed Israeli Policies Pursuing 'End of Palestine'; Hezbollah Capture of Israeli Soldiers 'Very Irresponsible Act' That Could Lead To 'Extreme Disaster' - Democracy Now!, rasprava u kojoj sudjeluju Noam Chomsky, Amy Goodman, Juan Gonzalez i Mouin Rabbani
- Dangerous Escalation: Israel's Lebanon Blockade (Opasna eskalacija: Izrael blokirao Libanon)
- Opis Hezbolaha